# 阿努帕瑪·喬普拉
阿努帕瑪·喬普拉（英語：Anupama Chopra），印度女作家、記者及影評人，曾於2015年至2023年擔任MAMI孟買影展的影展總監。她是電影網站Film Companion（電影伴侶）的創辦人兼編輯。喬普拉撰寫了多本有關印度電影的書籍，並擔任NDTV、《今日印度》及《印度斯坦時報》的影評人。她也在星空國際印度頻道主持每週一次的電影評論節目《與阿努帕瑪·喬普拉面談》（The Front Row With Anupama Chopra）。
喬普拉以第一本書《怒焰驕陽的經典幕後製作》獲頒2000年印度國家電影獎的最佳電影書籍獎。

## 個人生活
她的丈夫是印地語電影製片人兼導演威杜·維諾德·喬普拉。女兒祖尼是小說家兼詩集作家，兒子阿格尼是板球運動員。

## 外部連結
- 阿努帕瑪·喬普拉的Instagram帳戶